# کوواچی (توتین)
کوواچی (به صربی: Kovači) یک منطقهٔ مسکونی در صربستان است که در توتین، صربستان واقع شده‌است. کوواچی ۲۵۹ نفر جمعیت دارد.